# Barre Adan Shire Hiiraale
Oberst Barre Adan Shire Hiiraale (bzw. Barre Adan Shire oder Barre Hiiraale) (* 19??) ist der Führer der Kriegspartei Juba-Tal-Allianz im somalischen Bürgerkrieg und war bis Mai 2007 Verteidigungsminister der Übergangsregierung Somalias, bis er von Ministerpräsident Ali Mohammed Ghedi aus dieser Position entlassen wurde. Davor war er bereits Minister für Wiederaufbau und Wiederansiedlung gewesen. Anfang 2007 führte er die Kämpfe der Übergangsregierung gegen die Union islamischer Gerichte im Süden Somalias. Er gehört dem Clan der Marehan-Darod an und stammt aus der Region Gedo.